# XEANAH-AM
XEANAH-AM es una emisora de radio localizada en Huixquilucan, México.
Emite en la banda de Amplitud Modulada, en los 1670 kHz con 1 kW de potencia; es operada por la Universidad Anáhuac.

## Historia
Formada en el año 2004, la estación universitaria ubicada en el sótano dos del edificio CAD de la Universidad Anáhuac Norte, se inició como radio por internet, la cual ha servido de semillero para locutores y comunicadores egresados de la Facultad de Comunicación de dicha universidad.
La Universidad Anáhuac realizó el lanzamiento de Radio Anáhuac en el 1670 de AM “Amplía tus sentidos”, el 20 de enero de 2011 en la Sala de Exposiciones universitaria, donde acudieron invitados especiales, autoridades académicas, profesores y alumnos de la Facultad de Comunicación, asimismo, la programación fue transmitida desde la cabina “Don Jaime de Haro Caso”.
En sus inicios transmitía 33 Programas semanales con 45 horas de programación en vivo, programación oficial y musical. Los conductores, en su mayoría, eran alumnos de diversas escuelas y facultades, pero también contaba con la participación de catedráticos y egresados.
En el año 2017 la estación dio un giro pasando a ser parte de la Dirección de Comunicación Institucional de la Universidad Anáhuac México. El propósito de este cambio fue hacer de Radio Anáhuac, no solo un semillero de talento, sino un canal de posicionamiento de la universidad a través de programas con temáticas más profundas y enfocadas a las problemáticas que afectan a la sociedad en un mundo cambiante.
En el año 2018 se llevaron a cabo cambios importantes de modernización en instalaciones y equipos, así como en su eslogan que ahora es Radio Anáhuac "Eleva tus sentidos". Actualmente Radio Anáhuac cuenta con 68 programas al aire y 127 conductores. La estación se puede sintonizar por el 1670 de AM y por internet en radio.anahuac.mx